# Стоянцевское сельское поселение
Стоя́нцевское се́льское поселе́ние — муниципальное образование в составе Кимрского района Тверской области России.

На территории поселения находятся 15 населённых пунктов. Центр поселения — село Стоянцы.

Образовано в результате муниципальной реформы в 2005 году, включило в себя территорию Стоянцевского сельского округа.

## Географические данные
- Общая площадь: 125 км².
- Нахождение: западная часть Кимрского района.
  - Граничит:
    - на севере — с Горицким СП,
    - на востоке — с Маловасилевским СП и Ильинским СП,
    - на юге — с Конаковским районом, Первомайское СП,
    - на западе — с Калининским районом, Каблуковское СП.

## Экономика
Основное хозяйство — СПК «Стоянцевский».

## Население
| 2005 | 2010 | 2011 | 2012 | 2013 | 2014 | 2015 |
| ---- | ---- | ---- | ---- | ---- | ---- | ---- |
| 340  | ↘262 | →262 | ↘257 | ↘252 | ↗254 | ↗258 |
| 2016 | 2017 | 2018 | 2019 | 2020 | 2021 |      |
| ↘251 | ↘231 | ↘228 | ↘225 | ↘221 | ↘188 |      |

## Населенные пункты
На территории поселения находятся следующие населённые пункты:
| №  | Тип нп | Название   | Население (2008 год) |
| -- | ------ | ---------- | -------------------- |
| 1  | дер.   | Вербилково | 2                    |
| 2  | дер.   | Верино     | 5                    |
| 3  | дер.   | Заручьево  | 9                    |
| 4  | дер.   | Лосево     | 5                    |
| 5  | дер.   | Молгино    | 14                   |
| 6  | дер.   | Носково    | 9                    |
| 7  | дер.   | Пантелеево | 11                   |
| 8  | дер.   | Петухово   | 28                   |
| 9  | дер.   | Русилово   | 181                  |
| 10 | дер.   | Савино     | 0                    |
| 11 | село   | Стоянцы    | 54                   |
| 12 | дер.   | Трахова    | 0                    |
| 13 | дер.   | Фролово    | 9                    |
| 14 | дер.   | Ховронино  | 0                    |
| 15 | дер.   | Ченцово    | 2                    |

### Бывшие населенные пункты
На территории поселения исчезли деревни: Баранцево, Выползово, Концево, Михейцево, Петрова, Рашино, Чернево и другие.

## История
В XII—XIV вв. территория поселения относилась к Владимиро-Суздальскому, затем к Тверскому княжеству. В XIV веке присоединена к Великому княжеству Московскому.
- После реформ Петра I территория поселения входила:[15]
  - в 1708—1727 гг. в Санкт-Петербургскую (Ингерманляндскую 1708—1710 гг.) губернию, Тверскую провинцию,
  - в 1727—1775 гг. в Новгородскую губернию, Тверскую провинцию,
  - в 1775—1781 гг. в Тверское наместничество, Тверской уезд,
  - в 1781—1796 гг. в Тверское наместничество, Корчевской уезд,
  - в 1796—1803 гг. в Тверскую губернию, Тверской уезд,
  - в 1803—1918 гг. в Тверскую губернию, Корчевской уезд,
  - в 1918—1929 гг. в Тверскую губернию, Кимрский уезд,
  - в 1929—1935 гг. в Московскую область, Горицкий район,
  - в 1935—1963 гг. в Калининскую область, Горицкий район,
  - в 1963—1964 гг. в Калининскую область, Рамешковский район,
  - в 1964—1990 гг. в Калининскую область, Кимрский район,
  - с 1990 в Тверскую область, Кимрский район.

В середине XIX-начале XX века деревни поселения относились к Стоянцевской волости Корчевского уезда.